# Battaglia di Newbury (1643)
La battaglia di Newbury fu uno scontro all'interno della guerra civile inglese combattuta il 20 settembre 1643 fra le forze dei Cavalier (realista) e quelle dei Roundheads, i parlamentari. L'esercito del re fu comandato da Carlo I d'Inghilterra in persona che si scagliò contro quello nemico guidato da Robert Devereux, III conte di Essex e che fu clamorosamente sconfitto. L'anno precedente i realisti avevano collezionato diverse vittorie conquistando Banbury, Oxford, Reading e Bristol. Quando poi Carlo I pose d'assedio Gloucester nell'agosto del 1643, i Parlamentari si videro costretti a radunare forze sufficienti per respingere gli uomini del re. Dopo una lunga marcia gli uomini di Essex scoprirono i realisti e li respinsero da Gloucester; prima di iniziare la ritirata verso Londra, Carlo rimise insieme l'esercito e li inseguì cogliendoli di sorpresa e costringendoli a passare attraverso le sue file per proseguire verso la capitale.
Essex reagì decidendo di cogliere i realisti di sorpresa: all'alba, i realisti risposero con una serie di attacchi che portarono ad un gran numero di perdite e che costrinsero Essex a rallentare nella ritirata. Egli riuscì comunque a ricompattare la propria fanteria e a contrattaccare; questo avvenne comunque piuttosto lentamente, tanto che fu costretto a chiedere rinforzi che, mentre lo raggiungevano, vennero costretti a ritirarsi. Questo lasciò una breccia nelle forze dei Parlamentari entro cui i realisti speravano di poter passare allo scopo di dividere in due il nemico e circondarlo; per questo Carlo ordinò di spingersi in avanti, ma venne fermato dall'arrivo dei Trainband provenienti da Londra.
Con il calare della notte la battaglia cessò e la mattina seguente, ormai a corto di munizioni, i realisti furono costretti a lasciar passare Essex ed i propri uomini, permettendogli di proseguire per Londra.

## Le città prese senza combattere
Nella battaglia di Edgehill combattuta undici mesi prima i Parlamentari non erano stati in grado di portare a casa una vittoria conclusiva e questo aveva permesso ai Realisti di avanzare e prendere Banbury, Oxford, Reading e Bristol senza quasi sparare un colpo. Il 13 novembre 1642 i due eserciti si scontrarono nella battaglia di Turnham Green e Carlo I venne persuaso, dai propri consiglieri, a ritirarsi presso Oxford e Reading e la conseguenza fu che, quando quest'ultima fu cinta d'assedio le truppe del re non seppero ricacciarle indietro. I due eserciti si trovarono in una situazione di stallo, gli assedianti non erano in grado di espugnare la città a causa del grande numero di soldati malati e gli assediati non potevano respingerli efficacemente perché a corto di munizioni e vettovaglie. A dispetto di tutto la guerra sembrava volgere a favore dei Realisti che, nei primi mesi del 1643, sconfissero i Parlamentari sia nella battaglia di Adwalton Moor del 30 giugno che in quella di Roundway Down combattuta venti giorni dopo. Nell'ovest dell'Inghilterra i Parlamentari si trovarono privi di un esercito veramente efficace e questo permise a Rupert del Palatinato di prendere d'assalto Bristol e di conquistarla. Le truppe dei Parlamentari sembravano ormai svuotate e destinate alla sconfitta, gli uomini di Robert Devereux, III conte di Essex erano gli ultimi ad essere rimasti in campo in un certo numero, ma anche loro erano stati demoralizzati dalle numerose sconfitte subite.
Anche le truppe Realiste però non erano al meglio, la presa di Bristol era stata costosa dal punto di vista umano, circa 1 000 soldati erano morti, le vettovaglie si andavano esaurendo e gli squadroni erano costretti ad unirsi l'un con l'altro. La conquista della città era stata in ogni caso uno spartiacque all'interno del conflitto che vide i Realisti in posizione di vantaggio anche se, Carlo I fu costretto a recarsi a Bristol, il 1º agosto, per prenderne il comando e porre così fine alla disputa che era sorta per decidere a chi sarebbe toccato questo onore. Una volta lì Carlo riunì il Consiglio di Guerra poiché occorreva decidere in quale direzione muoversi adesso, decisione tutt'alto che scontata. Il battaglione Ovest si rifiutava di muoversi verso est poiché sarebbero incappati nelle forze Parlamentari che si trovavano nel Dorset ed in Cornovaglia e nessuno osava premere sulle truppe in questo senso tale era il rischio di vederle ammutinate o di subire un impoverimento dei ranghi a causa della diserzione.
Per uscire dall'impasse venne stabilito che il battaglione Ovest sarebbe rimasto, come indipendente, nel Dorset per rastrellare le forze Realiste rimaste, guidate da uno dei loro comandanti, Robert Dormer, I conte di Carnarvon essi catturarono Dorchester il 2 agosto senza quasi colpo ferire. Maurizio del Palatinato (17 dicembre 1620-settembre 1652) lasciò un buon gruppo di soldati per presidiare Bristol prima di marciare su Dorchester e prenderla sotto il proprio comando. Ora restava da decidere cosa fare del Battaglione Oxford, la strategia di Rupert del Palatinato fu di muoversi attraverso la valle del Severn e di prendere Gloucester. Questo avrebbe permesso alle truppe Realiste presenti nel Galles meridionale di rinforzare quelle di Carlo I e di permettergli di tentare l'assalto a Londra. Altre teorie invece vogliono che la presa di Gloucester fosse indipendente dalla presa di Londra e che fosse una mera distrazione per distogliere l'attenzione dal vero scopo della campagna.
Dal 6 agosto in poi il significato degli obiettivi mutò. Questo fu dovuto al fatto che, specie nei primi tempi della guerra la lealtà dei soldati, su entrambi i fronti, si era rivelata molto flessibile, Gloucester per esempio era in mano a Edward Massie (1619circa-dal 1645 al 1647) un mercenario che si era sposato ai Parlamentari quando i Realisti si erano rifiutati di dargli un incarico. Del resto c'erano voci che volevano che in città vi fosse una forte simpatia per i Realisti ed il governatore di Sudeley Castle aveva riferito di come i soldati di Gloucester avessero asserito che non si sarebbero opposti ad un tentativo di conquista da parte dei Realisti. Motivo per cui fu deciso che Gloucester non si sarebbe dovuta conquistare con la forza, ma si sarebbe marciato verso di essa e si sarebbe entrati a seguito del tradimento, concordato anticipatamente, del suo governatore. William Legge (1619-13 ottobre 1670), che aveva servito con Messie nelle Guerre dei Vescovi, lo contattò e gli chiese di restituire la città al legittimo sovrano, questi rifiutò pubblicamente, ma più tardi in un incontro privato si dichiarò disposto a lavorare in tal senso. Il 7 agosto le truppe regie si misero quindi in marcia.

## L'assedio mal calcolato
Le truppe di Carlo I arrivarono presso Painswick il giorno 8 dopo che gli uomini di Rupert erano andati in avanscoperta, il re comunque non era fisicamente presente visto che cavalcò attraverso le Cotswolds fino a Rendcomb dove incontrò le truppe provenienti da Oxford il 9 agosto. Il giorno seguente Gloucester fu messa d'assedio con circa 8 000 uomini, 1 000 di questi scortarono alcuni araldi entro le mura affinché potessero leggere la richiesta del re di incontrare 26 membri del Concilio cittadino incluso Massie. Carlo I fece sapere che se si fossero sottomessi sarebbero stati tutti perdonati, avrebbe proibito al proprio esercito di danneggiare la città e che dietro di sé avrebbe lasciato solo un piccolo contingente. Se non l'avessero fatto allora si sarebbero fatti strada con la forza e gli abitanti sarebbero stati i soli responsabili per tutti i guai che ne avrebbero derivato. Massie, a dispetto degli accordi precedenti, rifiutò di arrendersi ed i membri del concilio cittadino si espressero allo stesso modo e Carlo I convocò un altro Consiglio di Guerra per decidere come procedere e si decise che Gloucester doveva essere presa comunque, da un lato abbandonarla avrebbe significato rompere con l'intenzione, più volte espressa, di stare marciando alla conquista di Londra e dall'altro sarebbe stato negativo per la reputazione del sovrano. Carlo I aveva infatti viaggiato a lungo per arrivare lì e non voleva andarsene a mani vuote. Gli ufficiali del re erano comunque fiduciosi, contavano che le provviste della città fossero scarse e che sarebbe stato possibile prenderla entro dieci giorni visto che i Parlamentari non potevano mandare rinforzi consistenti. Se Essex non avesse attaccato Gloucester sarebbe stata presa in poco tempo, se lo avessero fatto, secondo le spie del re, sarebbero stati comunque esausti e ben più deboli del battaglione di Oxford, era quindi probabile che sarebbero stati distrutti.
Patrick Ruthven, I conte di Bedford (1573 circa-2 febbraio 1651) ordinò di iniziare l'assedio, Rupert aveva proposto di cominciare con un assalto frontale, ma la sua idea venne scartata per timore di subire delle grosse perdite. Entro l'11 del mese le trincee furono scavate e l'artiglieria preparata, a dispetto dei tentativi di Massie di intralciarli con i moschetti, una volta giunti a questo punto per i Parlamentari non c'era che una via d'uscita, tenere gli avversari occupati abbastanza a lungo da permettere ai rinforzi di arrivare. Per metterli in difficoltà Massie ordinò dei raid notturni sulle linee di artiglieria nemica, in risposta i Realisti attaccarono la parte est delle mura, ma furono respinti da dei colpi di cannone.
Nonostante questo gli assedianti furono in grado di bombardare per diversi giorni, finché non rimasero a corto di polvere da sparo e di palle di cannone, nel frattempo Essex si stava preparando a raggiungere Gloucester anche se il suo esercito era stato notevolmente assottigliato dalle malattie e dalla diserzione. Per questo motivo egli chiese dei rinforzi e da Londra gli vennero inviati i Trainers, le truppe così riformate si ritrovarono nell'Hounslow Heath e da lì si diressero verso Aylesbury arrivandovi il 28 agosto dove furono raggiunti, il 1º settembre dagli uomini di Henry Grey, I conte di Stamford (1599 circa-21 agosto 1673), a quel punto si diressero su Gloucester. Dopo quattro giorni giunsero a destinazione, quando li videro i Realisti decisero di abbandonare l'assedio poiché né l'uno né l'altro erano in grado, stanchi e zuppi di pioggia com'erano, di cercare battaglia.

## L'inseguimento
La politica prudente che aveva voluto evitare un assalto frontale era costata comunque molto poiché i Realisti avevano perso comunque circa 1 000-1 500 uomini, mentre entro le mura ne erano morti soli 50. Per altro le truppe di Essex erano fresche il solo, anche se non piccolo, loro problema era la scarsità di provviste e se fossero rimasti a lungo entro la valle del Severn egli non sarebbe stato in grado di avere rinforzi o aiuti dall'esterno. Per altro gli uomini che erano stati mandati da Londra avrebbero chiesto di rientrare a casa e le forze di Essex si sarebbero trovate in seria difficoltà poiché i Realisti potevano contare su Oxford, Bristol ed i relativi rinforzi a portata di mano e questo poteva metterli in grado di circondarli fino a farli morire di fame mentre attendevano i rinforzi che i Realisti avrebbero sicuramente chiamato. Per questo Essex decise di fare marcia indietro verso Londra dando modo alle truppe regie di inseguirli in campo aperto.
La prima alternativa era andare a sud-est attraversando il fiume Kennet, passare attraverso Newbury ed evadere così le forze realiste garantendosi un sicuro ritorno alla capitale. Lo svantaggio di tale opzione era il lungo tempo che avrebbe richiesto arrivare al Kennet, tempo che avrebbero passato in campo aperto ed esposti agli attacchi dei Realisti. La seconda possibilità, che fu anche quella che Essex intraprese in un primo momento, era di andare a nord e di, o cercare lo scontro in un terreno più favorevole o cercare di schivare il nemico. Se Essex fosse stato in grado di passare l'Avon egli si sarebbe assicurato un sicuro passaggio ed avrebbe potuto prevenire i tentativi di attraversamento e di scontro da parte del nemico. Per far questo, l'11 settembre la cavalleria si diresse ad Upton in modo da proteggere il grosso della truppa, che la seguiva dappresso, da eventuali attacchi e le truppe di Carlo non scoprirono la loro mossa per almeno 24 ore dando loro un vantaggio notevole. Solo il 16 settembre i Realisti si posero all'inseguimento con le truppe di Ruper che correvano avanti nel tentativo di rompere la ritirata avversaria.
Due giorni dopo i Parlamentari vennero raggiunti presso Aldbourne e furono colti di sorpresa poiché le sue spie gli avevano comunicato di come i Realisti si stessero dirigendo verso Oxford dopo aver ceduto il campo. Comprensibilmente avvilito dal proprio errore Essex aumentò la velocità della propria ritirata con i Realisti che ancora lo tallonavano, entrambi gli schieramenti ormai puntavano su Newbury da strade parallele e per aiutare i propri uomini Carlo spedì 5 000 soldati per disturbare e rompere le colonne nemiche. Presso Albourne Rupert diede battaglia ad un pezzo dell'esercito di Essex, poiché mancava delle forze necessarie per attaccare l'intera armata, il risultato fu di precipitare nel caos e nel ritardo le file dei Parlamentari quel tanto che bastava perché Carlo ed i suoi uomini li raggiungessero. Il giorno 19 settembre Essex fu costretto a fermarsi per via del gran numero di feriti e per via del terreno paludoso e fangoso in cui erano incappati, i Realisti invece, che marciavano sicuri sulle rive del Kennett, riuscirono ad arrivare in giornata a Newbury.

## Cedere e riprendere
Attorno a Newbury c'era per lo più aperta campagna e una scoscesa scarpata si trovava fra i due eserciti che erano circondati anche dai due fiumi, il Kennet da un lato e l'Enbourne dall'altro, che non permettevano un'efficace fuga a piedi attraverso di essi. La via più breve sarebbe stata sicuramente, per Essex, marciare attraverso le colonne nemiche e passare sul ponte che portava a Londra, sfortunatamente questo non solo avrebbe significato marciare in territorio scoperto, ma anche imboccare una strada che permetteva di marciare in file di sei impedendo alle sue forze di attaccare efficacemente e nel contempo esponendole al fuoco nemico. Se anche fossero riusciti a passare il ponte di là si sarebbero trovati a passare in un terreno imbevuto d'acqua che li avrebbe rallentati offrendo agli avversari la possibilità di raggiungerli e di sparargli contro. La sola strada per attraversare il ponte era passare intorno a Newbury ed ai Realisti ed anche in questo modo si sarebbero trovati scoperti sotto il fuoco nemico.
La mattina del 20 settembre le cose iniziarono a muoversi. L'armata di Essex si mise in marcia prima dell'alba divisa in tre gruppi e preceduta dalla cavalleria che riuscì a liberarsi delle sentinelle nemiche aprendo la strada fino all'attuale Wash Common, un pezzo di terreno fra i due schieramenti. Rupert intanto aveva posto sulle Bigg's Hill un distaccamento della cavalleria grande abbastanza per attaccare la cavalleria nemica che incalzava, gli uomini sotto il comando del Parlamentare Stapleton furono comunque incapaci di attaccare il grosso del contingente e dovettero accontentarsi di attaccarne i margini. Gli uomini dell'altro comandante Parlamentare Skippon intanto si diedero alla presa della Round Hill, riuscire ad averla fu un grande vantaggio perché permise di mettervi in cima circa 1 000 moschetti puntati contro i Realisti che avanzavano.
Questo fatto gettò i soldati di Carlo nel caos, il Consiglio di Guerra si riunì ancora e Rupert decise che avrebbe provato a trattenere sia Essex che Skippon, lasciò due reggimenti di cavalleria con il collega John Byron, I barone Byron (1559-23 agosto 1652) e con i restanti attaccò il fianco sinistro dell'esercito di Essex, a Byron venne lasciato il compito di attaccare gli uomini di Skippon. I Parlamentari resistettero agli attacchi costringendo Rupert a fare una scaramuccia dopo l'altra che finì per diventare uno scontro di massa con il continuo ingresso di uomini freschi nella mischia. Dopo tre attacchi le truppe di Stapleton crollarono permettendo a Rupert di uncinare sul fianco sinistro di Essex e di catturare cinque dei loro pezzi di artiglieria, questa piccola vittoria aveva avuto un costo, grosse perdite ed il non essere riusciti a rompere completamente le file della fanteria nemica. Quest'ultima infatti continuava, tenacemente a ritirarsi permettendo alla cavalleria dietro di essa di riorganizzarsi, questo rese Essex duramente provato, ma non sconfitto.
Byron dal canto suo non ottenne molto dai propri attacchi, la tentata presa di Round Hill costò la vita di molti uomini e solo dopo che la situazione entrò in stallo ed egli ebbe l'appoggio della cavalleria riuscì a farsi strada ed a prendere l'altura anche se non riuscì a proseguire oltre. Sul lato destro un attacco combinato di fanteria e cavalleria non riuscì a far altro che a finire in una sorta di pareggio con entrambe le forze che avanzavano e retrocedevano.
Nella battaglia morirono, tra gli altri, il I Conte di Carnarvon, Robert Dormer di 33 anni, e il I Conte di Sunderland, Henry Spencer di 23 anni colpito da una palla di cannone.